# Meagan Best
Bản mẫu:Infobox squash player Meagan Best (sinh ngày 26 tháng 4 năm 2002) là một người chơi bóng quần chuyên nghiệp nữ Barbados. Cô hiện đang được coi là người chơi squash hàng đầu để đại diện cho Barbados ở cấp độ quốc tế. Thứ hạng nghề nghiệp cao nhất của cô là 208 vào tháng 1 năm 2018 và hiện đang xếp hạng 243 tính đến tháng 4 năm 2018.

## Sự nghiệp
Cô đã vươn lên nổi bật trong sự nghiệp bóng quần của mình sau khi chiến thắng hạng mục U17 của Cô gái tại giải vô địch bóng quần US Trẻ Mở rộng năm 2017. Meagan cũng trở thành người chơi squash đầu tiên từ một quốc gia Caribbean giành được danh hiệu vô địch bóng quần US Junior Open.
Meagan Best cũng được vinh danh là một trong những thành viên của đội tuyển Anh trong Đại hội Thể thao Khối thịnh vượng chung năm 2018 khi mới mười lăm tuổi và cô cũng là người cầm cờ cho Barbados tại Đại hội Thể thao Khối thịnh vượng chung 2018 trong lễ khai mạc Cuộc diễu hành Liên bang 2018. Cô đã được lên kế hoạch để cạnh tranh trong các sự kiện đơn nữ và đôi nam nữ tại Thế vận hội chung Gold Coast.
Cô cũng đã đạt được chất lượng cho sự kiện cuối cùng trong nội dung đơn nữ trong Đại hội Thể thao Khối thịnh vượng chung Gold Coast. Meagan cũng trở thành người chơi squash Barbadian đầu tiên đủ điều kiện cho vòng cuối cùng của một giải đấu bóng quần quốc tế. Trong trận chung kết nội dung đơn nữ trong Đại hội Thể thao Khối thịnh vượng chung 2018, cô đã đánh bại Mihiliya Methsarani của Sri Lanka 3-1 để bảo vệ danh hiệu đĩa.